# Николаенко, Виктор Павлович
Николаенко Виктор Павлович (20 декабря 1932, Харьков — 9 сентября 1999, Кривой Рог, Днепропетровская область) — советский горный инженер, учёный в области горного дела. Кандидат технических наук (1969). Лауреат Премии Совета Министров СССР (1974).

## Биография
Родился 20 декабря 1932 года в городе Харьков.
В 1957 году окончил Криворожский горнорудный институт.
В 1957—1959 годах — мастер на Южном ГОКе (Кривой Рог). В 1959—1977 годах — руководитель группы, заведующий сектором обогащения института «Механобрчермет» (Кривой Рог). В 1977—1996 годах — доцент кафедры обогащения Криворожского горнорудного института.
Умер 9 сентября 1999 года в городе Кривой Рог.

## Научная деятельность
Специалист в области горного дела. Исследовал проблемы обогащения полезных ископаемых. Автор 160 научных работ, 10 изобретений.

## Награды
- Премия Совета Министров СССР (1974) — за участие в проектировании СевГОКа.